# Hallaxa fuscescens
Hallaxa fuscescens is een slakkensoort uit de familie van de Actinocyclidae. De wetenschappelijke naam van de soort is voor het eerst geldig gepubliceerd in 1871 door Pease.